# Nerophis lumbriciformis
Espèce
Synonymes
- Syngnathus lumbriciformis Jenyns, 1835

Statut de conservation UICN

 LC  : Préoccupation mineure
Nerophis lumbriciformis, communément appelé nérophis lombriciforme, est une espèce de poissons marins appartenant à la famille des Syngnathidae.

## Description et caractéristiques
C'est un petit syngnathe (15 cm maximum), de couleur variable cherchant à imiter les algues (de brun clair chamarré à noir uni). La tête est petite, le museau court et légèrement retroussé. Ce sont des animaux extrêmement discrets, mais quand ils sont saisis ils peuvent se tortiller comme des vers. 

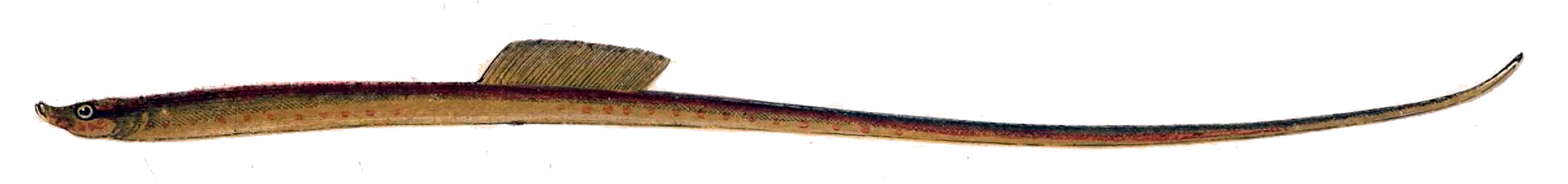
Nérophis lombriciforme

## Habitat et répartition
C'est une espèce de petits fonds, qui affectionne les estrans riches en algues dans lesquelles il peut se dissimuler. On le trouve dans tout l'Atlantique nord-est, du Maroc à la Mer du Nord. C'est l'espèce de syngnathe la plus commune dans cette région.